# Federico Román (província)
Federico Román é uma província da Bolívia localizada no departamento de Pando, sua capital é a cidade de Nueva Esperanza.